# Ateneu d'Esparreguera
L'Ateneu d'Esparreguera és una entitat del municipi d'Esparreguera (Baix Llobregat). L'entitat va néixer el 1919 amb el nom d'Ateneu Nacionalista, el qual canvia posteriorment per Ateneu d'Esparreguera. L'actual seu va ser construïda l'any 1926. En els seus orígens era freqüentat per gent catalanista de caràcter progressista. L'edifici que ocupa està inclòs en l'Inventari del Patrimoni Arquitectònic de Catalunya.
És un edifici de planta baixa al qual s'accedeix per una escala doble decorada amb una balustrada de balustre i dos pinacles. La façana, de línies clàssiques, té un eix de simetria amb la porta al centre i dos finestres de grans dimensions per banda. Totes les obertures estan emmarcades per una motllura llisa. La façana és coronada per una balustrada de balustres i en el centre un element de pedra amb una línia ondulada a la part superior on hi ha la inscripció "L'ATENEU". La coberta es plana. A l'interior hi ha una gran sala que serveix de bar, ball, joc... i, separat per un pati, hi ha l'antic teatre, que va ser derruït per a construir-hi la Biblioteca Municipal, inaugurada l'any 2014. El seu darrer president fou Antoni Nin i Escudé.